# Ros (rivière)
Pour les articles homonymes, voir Ros.
La rivière Ros (en ukrainien et en russe : Рось) est un cours d'eau d'Ukraine et un affluent de la rive droite du Dnipro.

## Géographie
La Ros prend sa source dans le village d'Ordyntsi de l'oblast de Vinnytsia. Elle coule d'abord vers le nord-est, puis change de direction à partir de sa confluence avec la Kamianka, peu avant Bila Tserkva. Elle se dirige alors vers le sud-est et se jette dans le réservoir de Krementchouk.

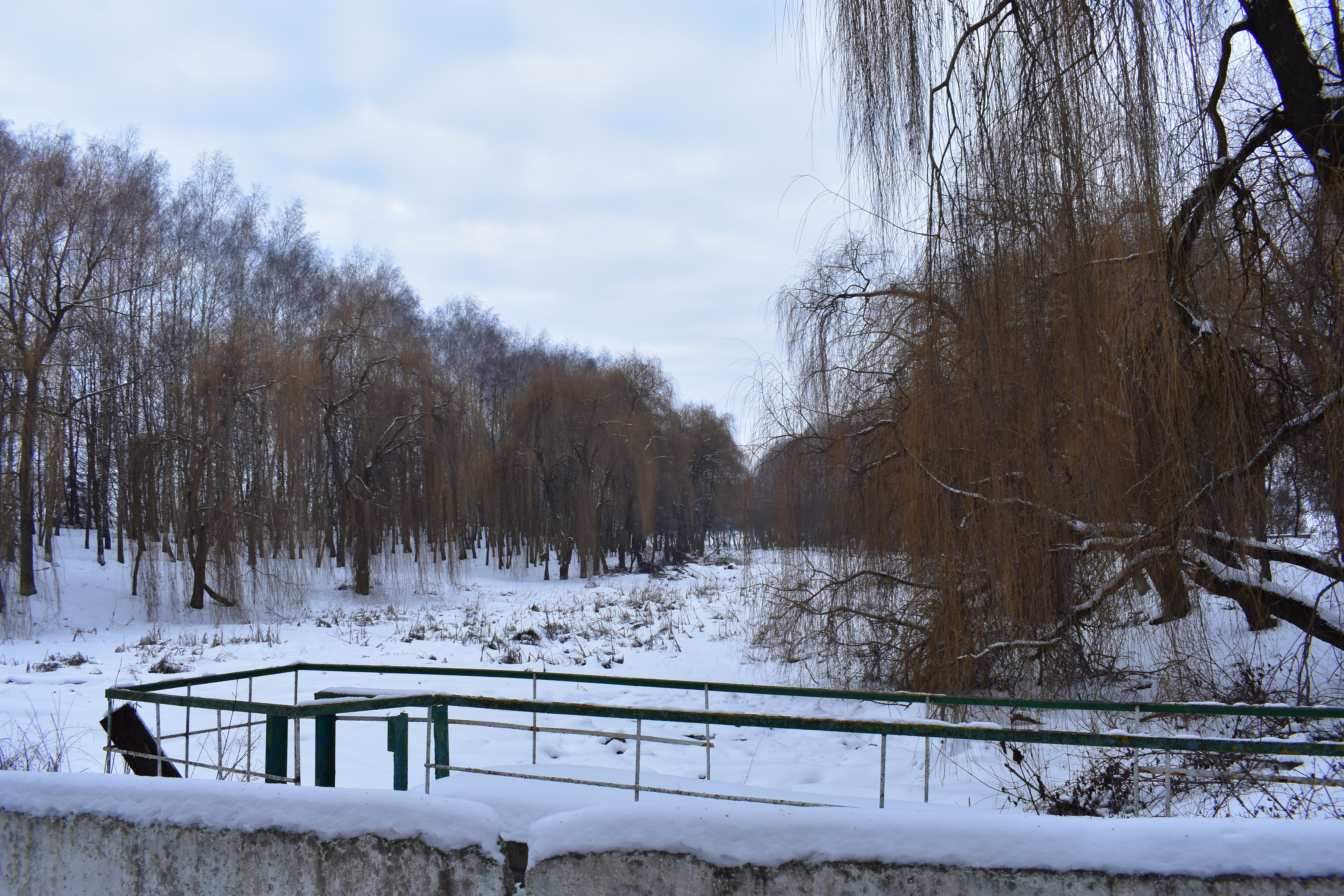
Sa source dans la réserve de Puits verts classée.

La rivière Ros arrose les villes :
- Pohrebychtche
- Volodarka
- Bila Tserkva
- Rokytne
- Bohouslav
- Korsoun-Chevtchenkivskyï.

## Étymologie
Selon certains historiens, la rivière Ros serait à l'origine du nom de « Rous », et indirectement du nom de Russie, mais cette hypothèse n'a rien de scientifique. En outre, pendant longtemps, la rivière fut une sorte de barrière et la limite méridionale des Slaves de l'Est. Au sud vivaient des nomades turcs.

## Aménagements et Écologie
La rivière Ros souffre aujourd'hui des barrages et des réservoirs construits sur son cours, qui ont favorisé l'évaporation et ralenti la vitesse de l'eau. Cela a perturbé l'écosystème naturel et fortement réduit la transparence de l'eau.

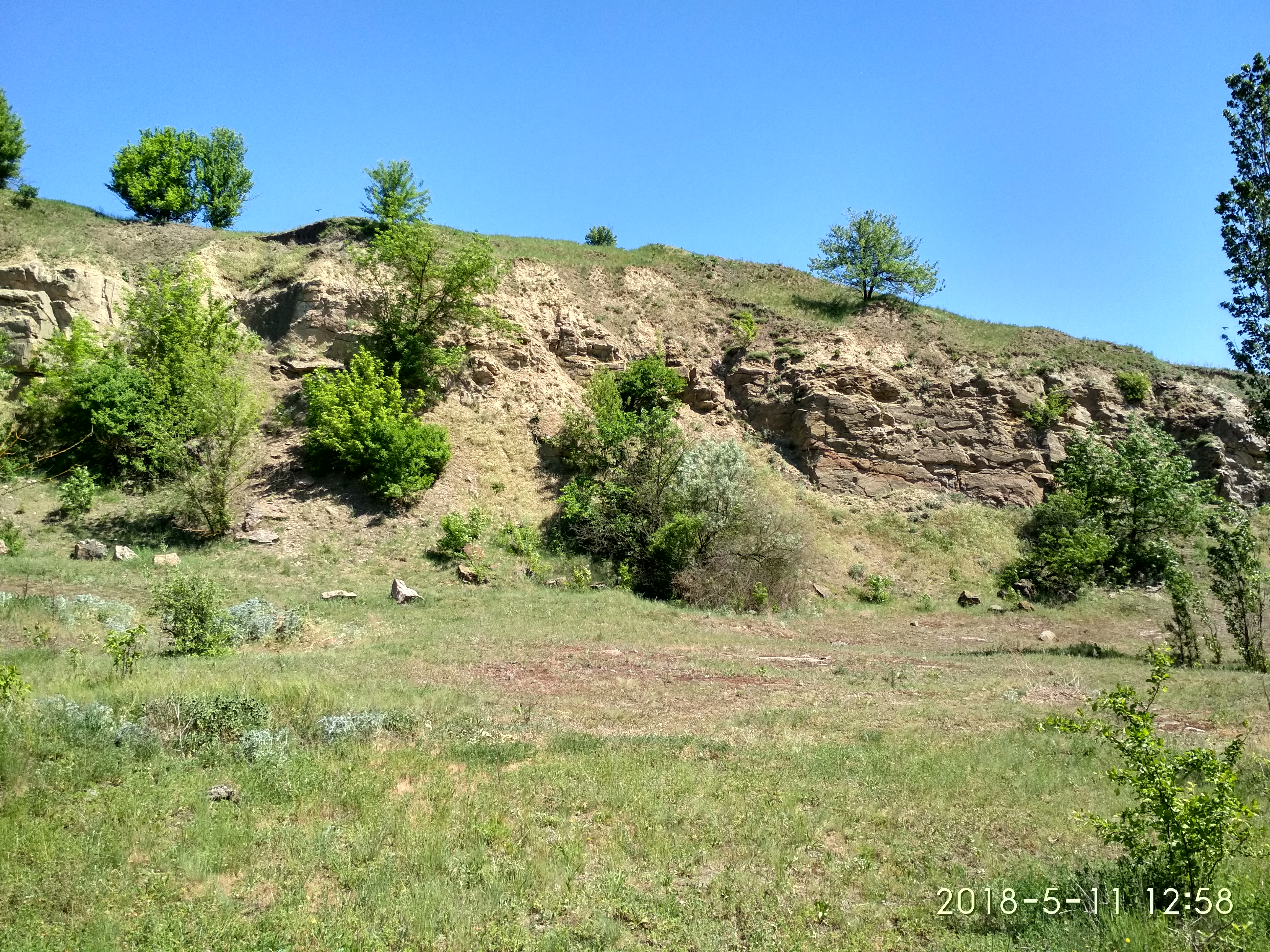
Réserve paysagère de Nadrossja classée.

## Affluents
Ses principaux affluents sont :
- en rive gauche : les rivières Rostavytsia (Роставиця), Kamianka (Кам'янка) et Rossava (Росава).
- en rive droite : la Roska (Роська).